# Woodsia montevidensis
Woodsia montevidensis là một loài thực vật có mạch trong họ Woodsiaceae. Loài này được (Spreng.) Hieron. miêu tả khoa học đầu tiên năm 1896.